# Полтава (памятник)

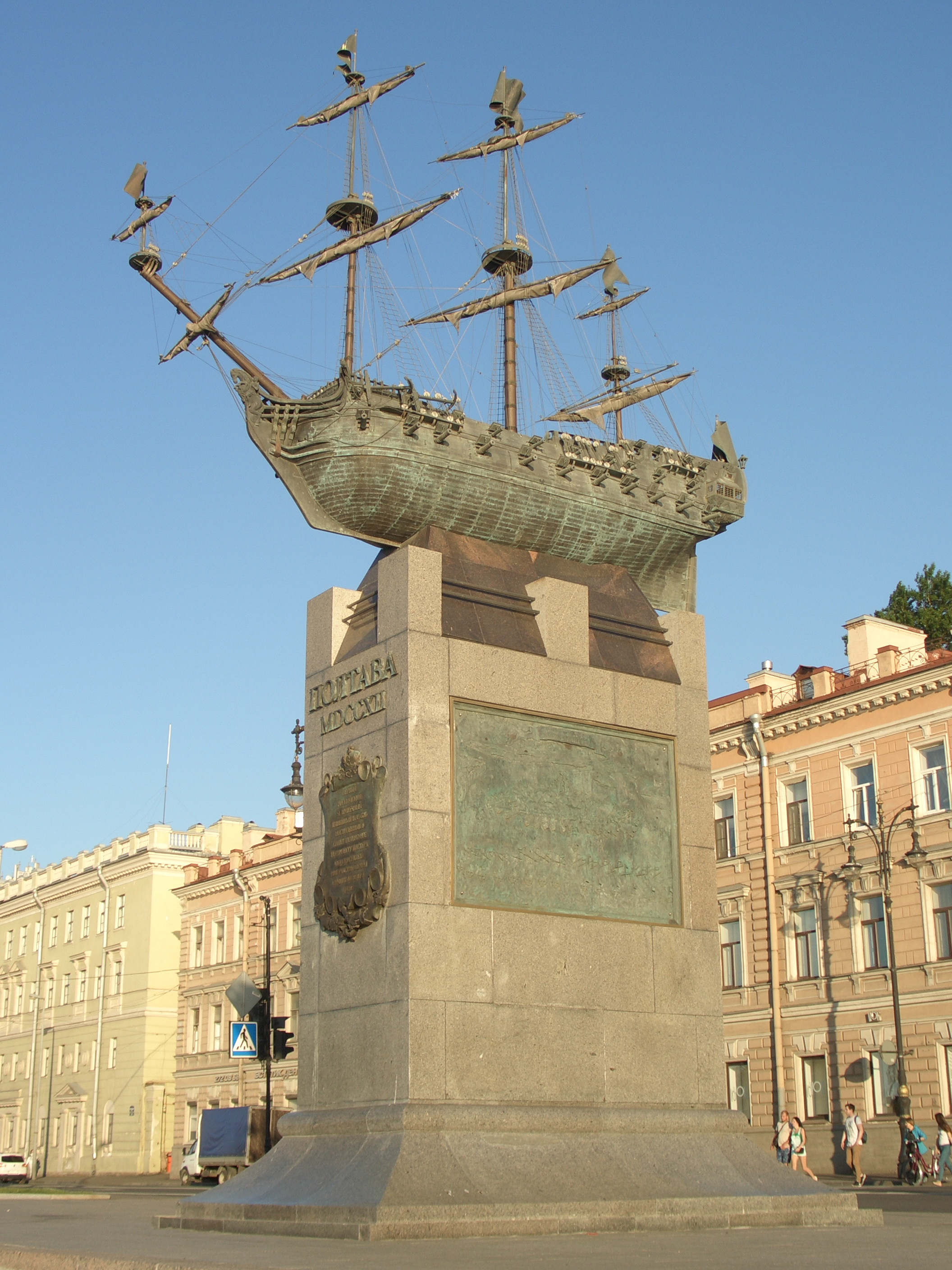

Памятный знак кораблю «Полтава» — памятник, посвященный первому русскому 54-пушечному парусному линейному кораблю 4 ранга «Полтава». Установлен на Воскресенской набережной, в створе проспекта Чернышевского (Санкт-Петербург).

## История
Памятник был открыт 6 марта 2015 года. В торжественной церемонии открытия приняли участие губернатор Георгий Полтавченко, председатель правления ОАО «Газпром» Алексей Миллер и заместитель Главнокомандующего ВМФ Александр Федотенков.
Выполнен по проекту члена-корреспондента Российской академии художеств, скульптора А. М. Таратынова и главного архитектора Государственного Эрмитажа, архитектора В. П. Лукина.

## Описание
Монумент представляет собой уменьшенную копию корабля, построенного в 1712 году, установленную на постаменте. Общая высота всего сооружения около 10 метров.
Копия корабля выполнена из бронзы, оснастка и такелаж из меди и латуни. Модель искусственно состарена снаружи. Массо-габаритные характеристики модели: 8 метров длина и 2 метра ширина, вес — 1964 килограмма. Модель выполнена с высокой степенью деталировки. Воспроизведены даже те детали, которые не видны с уровня земли: штурвал, трапы и даже кабестан.
Модель установлена на высоком и прямоугольном в плане постаменте с облицовкой серого гранита каменногорского месторождения, вдоль его длинной оси. Закреплена на его вершине посредством ложемента, выполненного из красного гранита.
На лицевой стороне постамента обращённой к Неве в верхней части накладными литыми буквами выполнена надпись:

ПОЛТАВА

MDCCXII

В средней части лицевой стороны постамента установлена литая доска, стилизованная под свиток на фоне двух скрещенных якорей с дубовыми листьями и увенчанный короной.
На свитке накладными литыми буквами выполнена надпись:

ПЕРВЫЙ

РОССИЙСКИЙ

54-ПУШЕЧНЫЙ

ЛИНЕЙНЫЙ КОРАБЛЬ

ПОСТРОЕННЫЙ В

САНКТ-ПЕТЕРБУРГЕ

ПО ПРОЕКТУ МАСТЕРА

ФЕДОСЕЯ СКЛЯЕВА

ПРИ УЧАСТИИ ПЕТРА I

СПУЩЕН НА ВОДУ В

1712 Г.

Боковые стороны постамента украшены барельефами со сценами морских побед русского флота петровской эпохи. На правой — барельеф «БАТАЛІА БЛИЗЪ ГАНГУТА», по гравюре Маврикия Бакуа. На левой — барельеф «БАТАЛІА ПРИ ГРЕІНГАМЕ», по гравюре Алексея Зубова.
Торцевая сторона постамента украшена барельефом с изображением корабля по гравюре Питера Пикарта. В основании торцевой стороны — металлическая доска, имитирующая бумажный лист с эскизом корабля работы Петра I.